# Shobhanasundari Mukhopadhyay
Shobhanasundari Mukhopadhyay (nascida como Shovona Devi Tagore; Calcutá, 1877 — Haora, 26 de maio de 1937) foi uma escritora indiana conhecida por suas coleções de contos populares. Ela era filha de Hemendranath Tagore e sobrinha do escritor Rabindranath Tagore.

## Biografia
A quinta filha de Hemendranath Tagore, Shovona Devi Tagore foi criada em uma família hindu de classe alta, educada na Inglaterra, em Calcutá. Ela se casou com Nagendranath Mukhopadhyay, que era professor de inglês em Jaipur.
Em 1923, seu tio Rabindranath Tagore escreveu a carta-poema "Shillong-er Chithi" ("Carta de Shillong") para um jovem Shovona.
Ela morreu em 1937 aos 60 anos de complicações relacionadas à hipertensão.

## Escrita
Um dos primeiros projetos de Mukhopadhyay foi uma tradução para o inglês do romance em bengali Kahake? De sua tia Swarnakumari Devi.

### The Orient Pearls(1915)
The Orient Pearls: Indian Folklore contém vinte e oito contos populares, reunidos pela própria Mukhopadhyay, alguns de criados da família. Sua nota introdutória ao livro descreve sua inspiração e processo:
A ideia de escrever esses contos me ocorreu enquanto lia um volume de contos de meu tio, Sir Rabindranath Tagore; mas como não possuo nenhum de seu gênio inventivo, comecei a coletar contos folclóricos e a vesti-los com um traje inglês; e os contos contidos nas páginas seguintes me foram contados por vários aldeões analfabetos, e não poucos por um cego ainda a meu serviço, com uma memória retentiva e uma grande capacidade de contar uma história.
The Orient Pearls foi resenhado em publicações como The Dial e The Spectator e apareceu em bibliotecas ao redor do mundo logo após sua publicação. O livro trouxe os contos populares bengalis à atenção dos folcloristas de língua inglesa em todo o mundo, que o usaram como fonte em seu trabalho comparativo, incluindo novas formas de estudo auxiliado por computador. Suas histórias foram republicadas em coleções acadêmicas recentes de escritos de mulheres indianas.
Alguns estudiosos consideram o trabalho de Mukhopadhyay semelhante em método e tom à etnografia colonial britânica. Outros descrevem sua semelhança com outras coleções de contos vitorianos produzidos na Índia e em outros lugares, cheios de ideias sutis sobre reforma social, ou como uma demonstração das complexas circunstâncias sociopolíticas de traduzir contos populares para a língua do colonizador. Outros vêem seu interesse pela cultura local como um precursor do nacionalismo indiano. Outro estudioso argumenta que o prefácio de Tagore reconhece a posição restrita de uma autora.

### Trabalhos posteriores
Mukhopadhyay publicou quatro livros sobre folclore, religião, cultura e mitos indianos para a editora Macmillan, com sede em Londres, entre 1915 e 1920. Em Indian Fables and Folk-lore (1919) e The Tales of the Gods of India (1920), ela inclui informações sobre seu material de origem para as histórias, algo que ela não tinha feito anteriormente.